# راسيل كورير
راسيل كورير (بالإنجليزية: Russell Currier)‏ هو متسابق بياثل أمريكي، ولد في 26 يونيو 1987 في كاريبو في الولايات المتحدة.

## وصلات خارجية
- الموقع الرسمي
- راسيل كورير على موقع IBU (الإنجليزية)
- راسيل كورير على موقع أوليمبيديا (الإنجليزية)